# Influenza equina

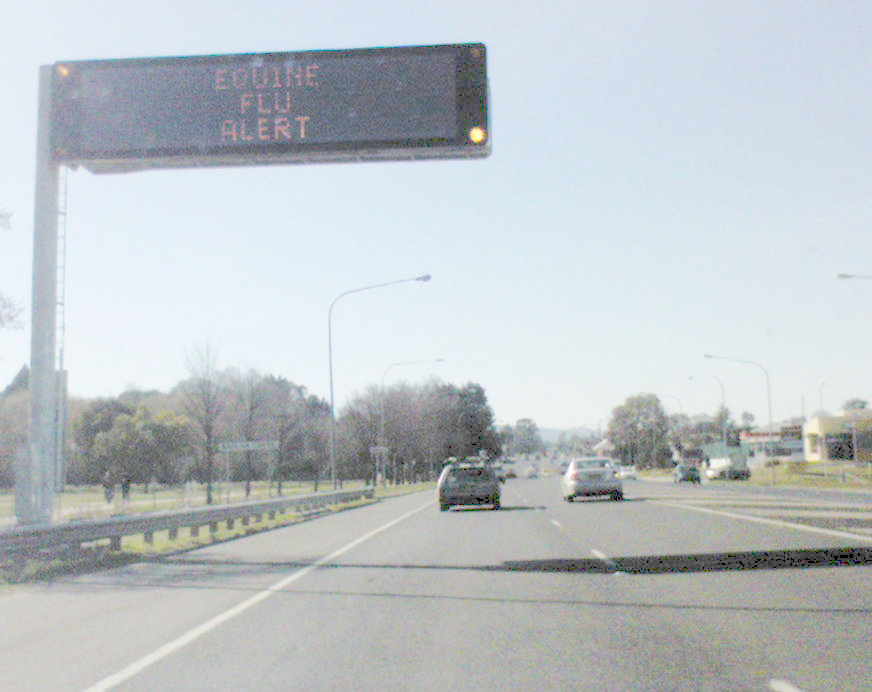
Cartel de carretera previniedo de la influenza equina en Australia.

La influenza o gripe equina es una enfermedad vírica muy contagiosa de las vías respiratorias altas de los équidos. Se caracteriza por tos, conjuntivitis, fiebre de corta duración, flujo nasal, en muchos animales afectados cuando se producen brotes, pero nula mortalidad si no se producen complicaciones. Se propaga rápidamente en cualquier población no inmunizada. En animales inmunizados parcialmente dichos signos pueden no observarse y la manifestación clínica de la enfermedad no es evidente, por lo que es indispensable un diagnóstico que la diferencie de una enfermedad respiratoria leve. Estos animales pueden secretar el virus sin manifestar signos clínicos.
Como complicación pueden producirse bronconeumonías, pleuritis, miocarditis y enfermedad pulmonar obstructiva crónica.
La influenza equina es de denuncia obligatoria en el país y notificable a la Organización Mundial de Sanidad Animal, OIE.

## Historia
Le confirmó por primera vez en Europa en 1956, cuando se aisló un orthomixovirus de secreciones nasales de caballos, durante un brote epidémico en Europa oriental. Este virus se caracterizó como H1N1.
En 1962-1963 ocurrieron epizootias de una enfermedad respiratoria aguda en equinos de Argentina, Brasil, Canadá, Chile, Estados Unidos y Uruguay y posiblemente en otros países americanos, en Estados Unidos a raíz de una epizootia aparecida en Florida en los primeros meses de 1963 se aisló un virus inmunológicamente relacionado al Grupo A de virus de la influenza.
En 1963 se aisló el subtipo H3N8 de una epidemia de influenza ocurrida en Miami, Estados Unidos. El virus fue introducido en la población de equinos de Florida a través de la importación de caballos de Argentina. La infección se diseminó por los Estados Unidos y luego a Europa durante 1964 y 1965.
Las pruebas serológicas indicaron que se trataba de un virus nuevo, para el cual fue propuesto el nombre de A-Equi/Miami/1963. En el Uruguay se le denominó A-equi/540/Uruguay/1963 que posteriormente fueron conocidos como A-equi-2. 
En Centroamérica la Influenza equina es una enfermedad de carácter enzoótico desde ya hace bastante tiempo. Sin embargo fue hasta meses de noviembre de 1975 en Guatemala donde aparece una epizootia de grandes proporciones presentando una morbilidad del 100% en casi todos los lugares afectados y fue aquí donde por primera vez fue identificado el virus de la Influenza A-equi-2 confirmándose el diagnóstico, en el Laboratorio de Diagnóstico del National Animal Desease Center, de Ames, Iowa, E.U.A, por medio de la prueba de Hemoaglutinación inhibición (HI).

## Distribución
Tiene una distribución geográfica amplia, presentándose brotes en Norte y Sur América, Europa, India, África, China y Japón. Australia, Nueva Zelanda e Islandia han permanecido libres de esta enfermedad.

## Etiología
El virus de Influenza Equina (VIE) está clasificado como un orthomixovirus tipo A, es un virus ARN. Sobre la base de las propiedades de las glicoproteínas de superficie de la partícula viral, hasta ahora se han reconocido dos subtipos: H7N7 (A/equi 1) y H3N8 (A/equi 2). Esta enfermedad no afecta a otras especies animales productivas, ni a las personas.
Es un virus pleomórfico, cuyo genoma está compuesto de ocho proteínas individuales. Posee una envoltura, en la cual se localizan la glicoproteínas de superficie hemoaglutinina (H) y neuraminidasa (N).
La hemoaglutinina es la proteína de superficie más abundante y es el principal antígeno contra el cual se producen los anticuerpos neutralizantes del hospedador, una vez iniciada la infección. Una característica importante es que esta proteína sufre mutaciones o cambios en su secuencia de aminoácidos, lo que permite al virus escapar de la acción neutralizante de los anticuerpos.
La otra proteína de superficie es la neuraminidasa, que confiere al virus la capacidad de desprenderse de las células infectadas, facilitando el transporte del virus a través de las secreciones respiratorias. Esta proteína también sufre mutaciones en su secuencia de aminoácidos.
El VIE posee una amplia variabilidad antigénica, considerada la causa principal por la cual infecta poblaciones que han sido infectadas o vacunadas previamente. Esa variabilidad ha sido ampliamente estudiada, enfocándose las investigaciones hacia la hemoaglutinina (HA), por ser ésta la glicoproteína de superficie más abundante y el principal blanco de la inmunidad humoral. Es decir, que es el principal antígeno contra el cual se producen los anticuerpos neutralizantes del hospedador.
Dos mecanismos básicos de variabilidad antigénica han sido definidos: intercambio de proteínas de superficie de los virus endémicos circulantes por proteínas con especificidades de subtipos diferentes o por cambios en la secuencia de sus aminoácidos, lo que permite que el virus escape de la acción neutralizante de los anticuerpos. 

## Suceptibilidad
Afecta a caballos de todas las edades, pero principalmente a los jóvenes y animales enfermos, también afecta a asnos, es específico de los équidos. 

## Epizootiología
El comportamiento del virus varía con el estado inmunitario de la población equina, cuando el virus afecta una población que no tuvo experiencia previa con el virus, como en el caso de Guatemala en 1975 la morbilidad es sumamente elevada.
En poblaciones que han sufrido anteriormente infecciones de la enfermedad se observa únicamente en animales jóvenes.
Los virus de la influenza equina A están muy adaptados a los équidos y por tanto un caballo solo puede contagiarse a partir de un animal que esté eliminando el virus, normalmente porque está enfermo, aunque a veces porque está infectado aunque sin mostrar la enfermedad.
La Influenza equina es una enfermedad mundialmente difundida que se presenta en forma de brotes explosivos con una alta morbilidad, afecta al 90 al 100 % de los caballos susceptibles y es de baja o nula mortalidad cuando no se complica.
Se presentan principalmente en los meses fríos de invierno o en los meses de lluvias.
Un caballo recién infectado puede enfermar rápidamente o bien mantener el virus un tiempo antes de enfermar, pero desde el momento en que resulta infectado se convierte en una fuente de contagio para otros animales sanos.
Cuando la gripe aparece en una población en la que nunca había existido la enfermedad, se presenta de forma explosiva, mientras que en zonas en las que es frecuente la enfermedad los casos clínicos son más suaves.
Después de pasar la enfermedad un animal todavía elimina virus durante 3-6 días (y por tanto puede contagiar la enfermedad)
Normalmente estos animales quedan protegidos frente a una nueva infección durante unos 4 meses.
El contagio es casi exclusivamente directo por vía aerógena y se puede producir en caballos de cualquier edad y sexo.
Se transmite fundamentalmente por vía aerógena, a través de aerosoles en toses y estornudos. El virus puede alcanzar distancias de casi 32 metros. período de incubación es corto, generalmente dura entre 2 y 4 días. Aquellos que se contagian días después de ser vacunados hacen una infección subclínica y eliminan virus. La enfermedad puede ir desde una infección leve, inaparente, hasta un cuadro grave que puede ser fatal en animales muy jóvenes, viejos o debilitados.

## Patogenia y Sintomatología; diagnóstico clínico
El virus de Influenza equina se multiplica en las células epiteliales del tracto respiratorio superior e inferior, produciendo inflamación de las membranas mucosas con descarga nasal y tos severa.
Esta enfermedad es altamente contagiosa y se disemina rápidamente entre los caballos de un mismo establo y de establos de otras regiones, debido a que el virus se esparce por los aerosoles generados por la tos así como por intermedio de comederos y bebederos, forrajes contaminados; la mayor cantidad de virus proviene de los lugares con destilación nasal, la orina y las materias fecales.
La mortalidad es rara, pero en el caso de afectar a yeguas preñadas la fiebre prolongada puede producir aborto. En algunos casos se presenta neumonía como consecuencia de infecciones bacterianas secundarias. Los signos clínicos asociados al subtipo H7N7 son menos severos que los producidos por el subtipo H3N8.
Al principio del mal suele haber constipación y más adelante diarrea con cólicos suaves. Los síntomas de enfermedad aparecen de 1 a 3 días después de producirse la infección.
Síntomas:
Inicio abrupto.
Fiebre hasta los 42 °C.
Tos seca, dura y no productiva, puede persistir durante una a tres semanas.
Descarga nasal serosa al principio y luego mucopurulenta.
Depresión, anorexia y debilidad, decaimiento.
Inmovilidad, cansancio, rigidez para echarse o levantarse son síntomas muy comunes.
Edemas en los párpados y en el forro.
Descarga lagrimal con abundantes lágrimas.
Agrandamiento de los ganglios linfáticos.
Laminitis.
Disnea exhalatoria.
Conjuntivitis.
Sin embargo los animales enfermos de influenza, si no son debidamente cuidados, pueden sufrir infecciones bacterianas que avanzan hasta el pulmón, provocando bronquitis y bronconeumonías que sí pueden ser graves. Más raramente se producen problemas cardiacos, gastrointestinales y hemorragias pulmonares por esfuerzo.
1. La mucosa respiratoria se presenta congestiva, pudiendo detectarse faringitis, laringitis y traqueitis. Ocasionalmente se detecta bronconeumonía y miocarditis. Los ganglios linfáticos del cuello pueden estar aumentados de volumen.

La tos desaparece a las 3 o 4 semanas, siempre que no se haya complicado la enfermedad. Durante el curso de la enfermedad no se harán trabajar a los animales afectados y una vez superada la misma es recomendable establecer un período de por lo menos 10 días de inactividad.
Los equinos desarrollan cierta inmunidad a partir de la infección natural o por medio de la vacunación, aunque pueden reinfectarse y diseminar el virus a pesar de solo mostrar una leve sintomatología.
La recuperación ocurre entre 7 y 10 días. Las complicaciones de la IE comprenden: 
- Neumonía bacteriana secundaria.
- Pleuresía.
- Bronquitis crónica.
- Enfermedad pulmonar crónica obstructiva.

Para evitar estas complicaciones se recomiendan cuidados generales como descanso, adecuada alimentación y el mantenimiento de buenas condiciones ambientales en los establos. En los animales protegidos contra las inclemencias del tiempo la enfermedad sigue un curso sin complicaciones, pero en aquellos que están dedicados al trabajo o se someten al transporte y a condiciones adversas del medio, pueden empeorar y complicarse con bronquitis, neumonías bacterianas secundarias graves; los potros son particularmente susceptibles y pueden morir debido a estas complicaciones.
* Lesiones Anatomo-histológicas
Las lesiones de necropsia consisten en el fuerte enrojecimiento inflamatorio del estómago e intestino, congestión de los riñones. El corazón se encuentra dilatado con algo de líquido pericárdico seroso, los pulmones congestionados, las pleuras enrojecidas y opacas pudiendo presentar derrame de líquido.

## Diagnóstico de Laboratorio
Aislamiento Viral:
Las muestras que deben tomarse para aislamiento viral son las secreciones nasales, que se recolectan durante la fase aguda de la enfermedad, manteniéndose refrigeradas para ser transportadas al laboratorio. 
Estas secreciones se inoculan en huevos embrionados de pollo de 7-11 días de edad, 
realizándose aproximadamente 5 pases para demostrar la presencia de actividad hemoaglutinante viral, en presencia de glóbulos rojos de pollo. 
- Diagnóstico Serológico:

Las pruebas serológicas se utilizan para detectar anticuerpos con el objetivo de observar seroconversión en animales no vacunados.
El diagnóstico serológico tradicional se realiza por la prueba de inhibición de hemoaglutinación, en la cual los anticuerpos, presentes en el suero del animal infectado, inhibirán la capacidad del virus de aglutinar glóbulos rojos de pollo. 
Para la identificación rápida y eficiente de cepas virales y sus orígenes, se utiliza la técnica de PCR, como prueba presuntiva.
- Diagnóstico diferencial

- Rinoneumonitis viral equina.
- Arteritis viral equina.

## Tratamiento
El tratamiento de los caballos enfermos irá dirigido a la atenuación de los síntomas y a prevenir complicaciones como las bronconeumonías, ya que no hay ningún medicamento que elimine el virus. 
- Debe recurrirse a antibióticos (penicilina sola o combinada con estreptomicina) o a la sulfodroga para evitar infecciones secundarias, aunque solo debiera hacerse en caso de síntomas severos y/o falta de vacunación (ausencia total de protección inmunológica).
- A efecto de evitar complicaciones no está de más inyectar por vía endovenosa suero antiestreptocócico.
- Puede emplearse autohemoterapia e inyecciones de leche (autoinmunización)
- Se pueden administrar antipiréticos, incluso antiinflamatorios no esteroideos si la fiebre es alta.
- Antitusígenos si la tos es seca e irritativa. Si la tos es productiva, expectorantes.
- Mucolíticos y broncodilatadores.

- Recomendaciones Adicionales y complementarias al tratamiento

- Utilizar la vacuna inactivada.
- Es conveniente aislar los animales afectados y que siempre tengan agua a su disposición.
- Además tanto los animales afectados como los que han podido contagiarse no deben realizar ningún ejercicio físico hasta 18 días después de finalizar la fiebre.
- Se hará reposo absoluto a todos los afectados hasta una semana después que los signos hayan desaparecido.
- Si la fiebre persiste por más de 5 días se aplicarán antibióticos, antisépticos, bronco pulmonares, vitamina C y soluciones electrolíticas balanceadas.
- Se deben inmunizar con vacunas bivalentes a los potrillos a los 6 y 7 meses de edad y todos los animales deben ser vacunados cada 3 meses, excepto aquellos equinos que estén realizando trabajos muy intensos ya que después de la vacunación los animales solo pueden efectuar trabajos livianos por una semana.
- En aquellos casos de potrillos nacidos de madres no inmunizadas se comenzará a vacunar a los 2 meses y aplicar una segunda dosis a los 5 meses.

## Control y Profilaxis
La prevención y control de la Influenza Equina depende de la vacunación y de la aplicación de programas de manejo, que reduzcan la exposición de caballos susceptibles al virus excretado, particularmente por animales infectados subclínicamente. Estas medidas de control se tomarán en forma oportuna, ya que en el caso de los hipódromos, las pérdidas económicas, ocasionadas por los períodos de cuarentena a los que se someten los animales, son muy altas. 
Dentro de la población de equinos vacunados, existe una pequeña proporción que responderá con bajos niveles de anticuerpos, estos animales juegan un papel importante en la diseminación de la infección. Por lo que este grupo debe ser identificado por pruebas serológicas y revacunados para que alcancen un nivel de anticuerpos protectores y así mantener a todos los animales protegidos contra la enfermedad.
Las medidas sanitarias adoptadas en los establecimientos afectados son:
- Las cuadras en las que se presenta la enfermedad deben inmovilizarse hasta 4 semanas después de remitir el último caso clínico, de forma que ningún caballo de la misma pueda entrar en contacto con caballos de cuadras en las que no se hay caballos infectados.
- Las cuadras afectadas deberían limpiarse y desinfectarse a conciencia cada día, aumentando la ventilación y destruyendo las camas y alimentos que pudieran estar contaminados.
- Además puede realizarse una vacunación de emergencia en las cuadras vecinas, para reforzar la protección de los caballos.
- Vacunación y revacunación de todos los expuestos, solo deben usar con fines preventivos en donde aún no se hayan presentado casos. Existen varias vacunas comerciales inactivadas que contienen cepas representativas de los dos subtipos. Sin embargo, como consecuencia de la variación antigénica de las cepas de virus de influenza, que ocurren a través de los años, deben incorporarse a la vacuna cepas de aislamiento reciente, para un control efectivo de esta enfermedad.
- Aislamiento y tratamiento sintomático de animales enfermos, los lugares y las cosas que hayan estado en contacto con ellos. Deben establecerse regímenes de desinfección regular.
- Períodos de cuarentena adecuados antes y después de la movilización de equinos.
- Sacar a los animales al aire libre en las horas de sol, teniendo cuidado con los enfriamientos y fatigas intensas.
- Además, cuando se importan caballos se debe exigir que los animales no hayan presentado signos clínicos en los últimos 6 meses, que el establecimiento de origen haya estado libre de influenza en los últimos 6 meses, que el animal haya sido vacunado al menos 14 días antes del transporte y que en el territorio de destino se realice una cuarentena de al menos 28 días.

Debido a la difusión mundial de la enfermedad y al creciente tráfico de caballos, es prácticamente imposible asegurar que la infección no va a llegar hasta nuestros caballos.